# Onthophagus sumptuosus
Onthophagus sumptuosus là một loài bọ cánh cứng trong họ Bọ hung (Scarabaeidae).